# Natasha Bedingfield
Natasha Anne Bedingfield (n. 26 noiembrie 1981, Haywards Heath, Anglia, Regatul Unit) este o cântăreață și compozitoare engleză.
Ea a debutat în anii 90' având statutul de solist al unei trupe creștine, numite The DNA Algorithm. Din această trupă făcea parte și fratele său Daniel Bedingfield și sora sa Nikola Rachelle. La sfârșitul anilor 1990 a început să înregistreze melodii pentru Biserica Hillsong. Daniel Bedingfield s-a bucurat de succes în Europa. Natasha și Daniel dețin în prezent recordul Guinness pentru singurii frați care au atins prima poziție în topul Regatului Unit în istorie.
Albumul său de debut, intitulat Unwritten a fost lansat în anul 2004. Acesta conține treisprezece piese, majoritatea având influențe pop și R&B, vânzându-se în 2.5 milioane de exemplare pe plan mondial. În anul 2007, Natasha a obținut o nominalizare în cadrul premiilor Grammy, la categoria Cea mai bună voce pop feminină pentru albumul său de debut.
Cel de-al doilea album solo lansat de către Bedingfield, intitulat N.B.(2007) conține single-uri care au ridicat-o pe cântăreață la statutul de ce-a mai de succes artistă de origine britanică.
Bedingfield a promovat cauzele umanitare de-a lungul lumii și este cunoscută pentru munca depusă în campania "Stop The Traffik" alături de fundația mamei sale, Global Angels.

## Anii copilăriei
Natasha s-a născut pe data de 26 noiembrie 1981 în cartierul londonez Lewisham. Ea provine dintr-o familie de neo-zeelandezi, părinții săi:Molly și John fiind muncitori caritabili. Ea are trei frați: fratele mai învârstă Daniel, Nikola sora mai mică, ambii cântăreți și un frate mai mic, Joshua. Interesul său pentru muzică a fost încurajat de către părinții săi,de-a lungul copilăriei  Natasha a luat lecții de chitară și pian. De-a lungul adolescenței, Bedingfield , alaturi de frații săi:Daniel și Nikola a format grupul dance/electronic The DNA Algorithm. Formația a reprezentat o sursă de inspirație pentru Natasha, care și-a dezvoltat calitățile de textier/compozitor. Cei trei au cântat la numeroase festivale creștine, înainte de despărțirea acestei formații. Bedingfield a frecventat Universitatea Greenwich, unde a studiat psihologia, pentru "a deveni o compozitoare mai bună". După un an de studii ea a părăsit universitatea, în favoarea muzicii. Ea a început să înregistreze demo-uri în garajele prietenilor care aveau case de înregistrări. Anne a dus aceste înregistrări unor case de discuri. De-a lungul anilor 1990 ea a compus și înregistrat cântece pentru Hillsong London Church. În anul 2004, piesele acestea au fost incluse pe albumul live al bisericii, intitulat: Shout God's Fame.

## Cariera muzicală

### 2004-2006:Unwritten

Coperta Albumului Unwritten

Bedingfield a semnat un contract cu Sony BMG în 2003. Primul său album solo, intitulat Unwritten a fost lansat în luna septembrie a anului 2004 și conține colaborări cu: Steve Kipner, Danielle Brisebois, Wayne Rodrigues, Nick Lashley, Andrew Frampton, Wayne Wilkins, Kara DioGuardi Guy Chambers, Patrick Leonard și rapper-ul Bizarre. Acesta adoptă, în mare parte genurile pop-rock și are influențe R&B. Textele scrise de către Bedingfield se concentrează pe  independență, oportunism și emanciparea femeii. Recenziile albumului au fost, în general bune, fiind descris ca un : "album pop bine-făcut pentru noul mileniu". Unwritten a debutat pe locul întâi în topul albumelor din Anglia, iar în S.U.A. a câștigat locul 30. A avut vânzări substanțiale, câștigând mai multe discuri de platină în Regatul Unit și în S.U.A..
La gala prmiilor Brit Awards, Natasha a fost nominalizată la patru categorii, ea a fost nominalizată și în anul 2006 la aceaste premii, iar în anul 2007, pentru același album a obținut o nominalizare la categoria Cea mai bună voce pop feminină, în cadrul pemiilor Grammy.
Primul single extras de pe album este intitulat Single. Acesta a fost produs de către Natasha, Steve Kipner, Andrew Frampton și Wayne Wilkins. El a fost lansat în ultima parte a anului 2004 și a câștigat locul trei în Regatul Unit, iar în topul U.S. Billboard Hot 100 piesa a  ajuns pe locul 57.
Videoclipul a fost produs de către Jake Nava și a avut premiera pe data de 26 martie 2004 în țara sa natală.
Cel de-al doilea single extras de pe albumul Unwritten este intitulat These Words (de asemenea cunoscut și ca These Words (I Love You, I Love You). Acesta a fost scris de către Natasha, Steve Kipner, Andrew Frampton și Wayne Wilkins. Piesa a câștigat locuri importante în Europa, dovedindu-se a fi o melodie de succes.
Pentru acest single au fost produse două videoclipuri: unul internațional și un altul pentru America de Nord.
Cel de-al treilea single poartă numele albumului (Unwritten). Acesta a fost scris de către Natasha, Danielle Brisebois și Wayne Rodrigues. El s-a dovedit a avea un succes moderat, câștigând locul întâi în Spania și Polonia,poziția cinci în S.U.A. și locul șase în Regatul Unit
Unwritten a avut, ca și single-ul anterior două videoclipuri: unul pentru promovarea internațională, iar cel de-al doilea pentru America de Nord.
Cel de-al patrulea single extras de pe acest album nu s-a dovedit a fi un succes ca și primele trei și a fost catalogat drept un succes moderat, câștigând locul doisprezece în Regatul Unit și poziția șaptesprezece în Irlanda. "I Bruise Easily" a fost scris de către Natasha, Andrew Frampton, Wayne Wilkins și Paul Herman. Acesta descrie cum relațile afectează oamenii, chiar când ele se îndreaptă spe sfârșit.
Videoclipul a fost produs de către Matthew Rolston și a avut premiera pe data de 28 februarie 2005. Acesta o prezintă pe Natasha îmbrăcată în geishă, costumație care reprezintă felul în care frica și tristețea distruge o relație.
În luna noiembrie a anului 2006, Bedingfield a lansat primul său DVD: "Live in New York City". Acesta conține un concert live, videoclipurile single-urilor extrase și un documentar.

### 2007-prezent:N.B.șiPocketful of Sunshine

Coperta Albumului N.B.

Cel de-al doilea album solo al Natashei, intitulat N.B. a fost lansat în aprilie 2007 în Europa și în noiembrie în America de Nord. Pentru producerea albumului, Bedingfield a recolaborat cu Kipner, Eve și cu solistul trupei Maroon 5, Adam Levine. N.B. are influențe muzicale variate, conținând R&B, reggae și electronica. Natasha a declarat că acest album este diferit față de primul, deoarece acesta reflectă dorința ei de a găsi bărbatul potrivit.
Pentru a promova albumul, Bedingfield i s-a alăturat lui Justin Timberlake, în cadrul turneului pe care acesta îl susținea, iar pe 1 iulie 2007, Natasha a cântat melodia "Unwritten" la concertul care a avut loc pe stadionul Wembley, în memoria Prințesei Diana.
Primul single extras de pe acest album este intitulat "I Wanna Have Your Babies"(de asemenea cunoscut și ca "Babies"). Acesta a fost scris de către Natasha, Steve Kipner, Andrew Frampton și Wayne Wilkins. El are influențe hip hop, iar textul său descrie efortul pe care-l face o femeie pentru a se opri din relațiile nesemnificative în favoarea găsirii bărbatului perfect, care ar putea fi tatăl copilului său.
Piesa nu a reprezentat un succes major, clasându-se pe locul cinci în Croația, șapte în Regatul Unit și pe poziția cu numărul opt în Bulgaria și Irlanda.
Videoclipul piesei a fost filmat de către Dave Mayers, în Los Angeles, California în luna Ianuarie 2007. Acesta o prezintă pe Natasha în diferite ipostaze alături de bărbați, dintre care unul ar putea fi tatăl perfect.
"Soulmate" este cel de-al doilea single extras de pe albumul N.B. Acesta a fost scris de către Natasha, Mads Hauge și David Tench, iar textul aduce în discuție întrebarea: Dacă există un suflet-pereche pentru fiecare persoana? și dacă Bedingfield își va găsi vreodată partenerul potrivit. 
Această piesă a avut mai mult succes decât primul single, câștigând locul cinci în Bulgaria, locul șapte în Regatul Unit. Soulmate a obținut poziții moderate în topurile din Europa
Videoclipul a fost regizat de către Mark Pellington și a fost filmat pe 10 și 11 Mai. Acesta a avut premiera pe 6 iunie 2007.
"Say It Again" este cel de-al treilea single extras de pe albumul N.B. Acesta reprezintă o colaborare cu solistul trupei Maroon 5: Adam Levine. Acesta a avut premiera pe data de 8 octombrie 2007. Deși a fost difuzată de posturile locale de radio din Regatul Unit, melodia a eșuat în încercarea de a intra în topurile celor mai difuzate melodii. Pentru o mai bună promovare, Bedingfield a hotărât să filmeze și un videoclip. Acesta a fost realizat în luna august a anului 2007 în Mexic. De-a lungul acestuia Natasha folosește o cameră video cu care se înregistrează alături de iubitul său, în paralel cântând și textul melodiei. Clipul a avut premiera în secțiunea dedicată membrilor site-ului oficial al artistei la data de 14 septembrie, 2007.

Coperta Albumului Pocketful of Sunshine

În luna iulie a anului 2007, Esmée Denters a interpretat melodia "Unwritten" alături de Bedingfield în cadrul site-ului YouTube, interpretare cu ajutorul căruia s-a făcut remarcată. Natasha a cântat majoritatea vocalelor de fundal, iar în finalul clipului a apărut alături de Denters în fața camerei. În septembrie 2007, a fost anunțat că melodia "I Wanna Have Your Babies" nu va fi lansat sub statutul de single principal în America. O melodie nouă, numită Love Like This a fost lansată în S.U.A.. Piesa reprezintă un duet cu artistul jamaican Sean Kingston și nu a fost inclusă pe albumul N.B..
La data de 3 octombrie, 2007, Bedingfield a câștigat un premiul la categoria "Cel mai bun artist pop", în cadrul premiilor 2007 BT Digital Music. Ea a interpretat melodia "Say It Again" în fața publicului prezent la eveniment.
Bedingfield a declarat la emisiunea Total Request Live că versiunea americană a celui de-al doilea album al său va fi intitulat Pocketful of Sunshine. Albumul conține șase melodii de pe N.B., alături de șapte piese noi. Albumul a fost lansat la data de 22 ianuarie, 2008, single-ul principal, Love Like This, fiind lansat cu câteva luni înainte. Cel de-al doilea single extras de pe album poartă numele albumului și a fost interpretat pentru prima oară de către Bedingfield în cadrul emisiunii postului televizat MTV, The Hills.
Pe data de 18 ianuarie, 2008, turneul de promovare al Natashei din Regatul Unit a fost amânat pentru a doua oară, de această dată la doar o lună înainte de începere. În prezent, turneul a fost anulat, pe motivul că Bedingfield dorește să rămână mai mult timp în S.U.A., pentru a promova noul album. Totuși, artista va susține câteva concerte gratuite în țara sa natală, pentru a compensa anularea turneului, iar melodia "Love like This" va fi lansată ca și single în luna aprilie în Regatul Unit.

## Proiecte non-muzicale
Bedingfield a donat bani și timp organizației internaționale de ajutorare a copiilor:"Global Angels",fondată de către mama sa, Molly. Ea a devenit o asociată a organizației în anul 2006, odată cu venirea statutului de celebritate cu ajutorul căruia ea poate ajuta : "oameni din toată lumea, în special copii, care trăiesc în condiții terifiante." În prezent Natasha este ambasadorul organizației condusă de către mama sa, iar în luna Noiembrie 2006 ea a vizitat pentru trei săptămâni India, având scopuri caritabile. Ea a vizitat mai multe centre de plasament și tabere ale refugiațiilor, pentru a învăța mai multe despre situația și condițiile actuale din acea zonă. Mai târziu, cântăreața și-a exprimat șocul față de evenimentele la care a fost martoră în India. Jurnale video din această călătorie au fost postate pe site-ul său oficial în prima parte a nului 2007. Natasha este o susținătoare a coaliției globale Stop the Traffik și este membru al campaniei RED.
În 2004, Bedingfield și-a arătat interesul pentru actorie și a debutat în jocul video James Bond: From Russia with Love, unde i-a dat viață caracterului Elizabeth Stark.
Bedingfield va avea o apariție în cel de-al șaptelea sezon al serialului comic Degrassi: The Next Generation.

## Viața personală
În anul 2006, presa a precizat în mod incorect că Natahsa se întâlnea cu Nick Lachey și cu solistul trupei Maroon 5 Adam Levine. Referindu-se la speculațiile din presă ea a declarat:"Adam e adorabil dar nu mă întâlnesc cu el sau cu Nick. Dacă vorbești cu un tip faimos, imediat ești cuplată." Bedingfield are în prezent o relație cu agentul imobiliar Matt Robinson, dar nu vor declara nimic deoarece este ceva ce vor să rămână privat.

## Discografie

### Albume
- Unwritten
- N.B.
- Pocketful of Sunshine (Disponibil în prezent numai în Canada și Statele Unite)

### Single-uri care au atins poziții înalte în topurile de specialitate
| Single-ul               | Poziții în topuri | Poziții în topuri | Poziții în topuri | Poziții în topuri | Albumul               |
| Single-ul               | Regatul Unit      | Irlanda           | Spania            | S.U.A. dance      | Albumul               |
| ----------------------- | ----------------- | ----------------- | ----------------- | ----------------- | --------------------- |
| "These Words"           | 1                 | 1                 | 11                | 35                | Unwritten             |
| "Unwritten"             | 6                 | 9                 | 1                 | 1                 | Unwritten             |
| "The One That Got Away" | -                 | -                 | -                 | 1                 | Unwritten             |
| "Love Like This"        | 27                | 50                | -                 | 1                 | Pocketful Of Sunshine |
| Number one hits         | 1                 | 1                 | 1                 | 3                 |                       |